# Ксанаду (фильм)
«Ксанаду» (англ. Xanadu) — романтический мюзикл 1980 года режиссёра Роберта Гринуолда. Эта картина является неофициальным ремейком фильма «С небес на землю» 1947 года с Ритой Хейворт в главной роли, а также неофициальным сиквелом фильма «Девушка с обложки» 1944 года, в котором Джин Келли сыграл владельца ночного клуба, Дэнни МакГвайра. Название картины является отсылкой к поэме «Кубла Хан, или видение в мечтах: фрагмент» Сэмюэла Кольриджа, которая цитируется в фильме. Ксанаду (правильнее Шанду) является названием китайского города, где в поэме хан основал свой любимый сад.

## Сюжет
Сонни Мэлоун, талантливый художник, мечтает о славе и свободе творчества, но вынужден рисовать обложки альбомов для студии звукозаписи. Однажды его терпению приходит конец, и он увольняется. В этот день его ждет неожиданное знакомство - прекрасная девушка, катаясь на роликах, случайно сталкивается с ним и целует, оставляя молодого человека в смущении. Не сумев заработать денег, Сонни вынужден вернуться на студию. После нескольких юмористичных столкновений с властным и горящим возмездием боссом, Симпсоном, он вновь приступает к рисованию обложек. 
На работе Сонни создает обложку к альбому группы «Девять сестёр». Он должен сделать эскизы по фотографии - красивая женщина в зале, в которой он узнает ту, что столкнулась с ним на роликах. Мэлоун одержим стремлением разыскать незнакомку. И он находит её в том же самом зале, но уже пустом. Она представляется как Кира, но больше ничего не говорит о себе. Сонни не знает, что Кира - одна из девяти муз, Терпсихора; она попала на землю через портал-фреску, изображающий девять прекрасных женщин. 
Сонни и Кира сближаются, она влюбляется в него, но музы не властны остаться в мире людей. Они появляются на Земле лишь для того, чтобы дать вдохновение. Её родители, предположительно Зевс и Мнемозина, напоминают о вечной жизни в царстве богов. Кира уходит на Олимп.

## В ролях
- Оливия Ньютон-Джон — Кира / Терпсихора
- Джин Келли — Дэнни МакГвайр
- Майкл Бек — Сонни Мэлоун
- Джеймс Слоян — Симпсон
- Димитра Арлисс — Хелен
- Джо Энн Харрис — певица из 1940-х

## Награды и премии
- Ivor Novello Awards за лучший саундтрек к кинокартине
- Номинация на премию «Грэмми» за лучшее женское вокальное исполнение
- Номинация на кинопремию «Молодой актёр» за лучшую главную роль кинокартины
- Антипремия «Золотая малина» — 6 номинаций и одна награда

## Критика
В книге Гарены Красновой и Михаэля Ханиша «Мюзиклы. Знаменитые и легендарные» фильм назван последним диско-фильмом, траурным концом эпохи голливудского мюзикла и не слишком удачной попыткой связать диско-культуру 1970-х и мир голливудского мюзикла 1950-х.